# Mykolas Alekna
Mykolas Alekna (Vilnius, 28 settembre 2002) è un discobolo lituano, primatista mondiale del lancio del disco.

## Biografia
È il figlio di Virgilijus Alekna, due volte campione olimpico della stessa specialità.
È detentore del record mondiale di lancio del disco assoluto, con la misura di 75,56 metri effettuata a Ramona (Oklahoma) il 13 aprile 2025, grazie alla quale è diventato anche il primo uomo a superare i 75 metri di lancio.

## Record nazionali
Under 23
- Lancio del disco: 71,00 m ( Berkeley, 29 aprile 2023)

Under 20
- Lancio del disco (1,75 kg): 69,81 m ( Nairobi, 22 agosto 2021)

## Progressione

### Lancio del disco
| Stagione | Misura  | Luogo     | Data      | Rank. Mond. |
| -------- | ------- | --------- | --------- | ----------- |
| 2024     | 74,35 m | Ramona    | 14-4-2024 |             |
| 2023     | 71,00 m | Berkeley  | 29-4-2023 |             |
| 2022     | 69,81 m | Stoccolma | 30-6-2022 |             |
| 2021     | 63,52 m | Palanga   | 25-6-2021 |             |
| 2020     | 57,68 m | Vilnius   | 22-8-2020 |             |

## Palmarès
| Anno | Manifestazione  | Sede     | Evento           | Risultato | Prestazione | Note                                                                                           |
| ---- | --------------- | -------- | ---------------- | --------- | ----------- | ---------------------------------------------------------------------------------------------- |
| 2021 | Europei U20     | Tallinn  | Lancio del disco | Oro       | 68,00 m     |                                                                                                |
| 2021 | Mondiali U20    | Nairobi  | Lancio del disco | Oro       | 69,81 m     | Record dei campionati · Miglior prestazione personale · Miglior prestazione nazionale under 20 |
| 2022 | Mondiali        | Eugene   | Lancio del disco | Argento   | 69,27 m     |                                                                                                |
| 2022 | Europei         | Monaco   | Lancio del disco | Oro       | 69,78 m     | Record dei campionati                                                                          |
| 2023 | Europei U23     | Espoo    | Lancio del disco | Oro       | 68,34 m     | Record dei campionati                                                                          |
| 2023 | Mondiali        | Budapest | Lancio del disco | Bronzo    | 68,85 m     |                                                                                                |
| 2024 | Europei         | Roma     | Lancio del disco | Bronzo    | 67,48 m     |                                                                                                |
| 2024 | Giochi olimpici | Parigi   | Lancio del disco | Argento   | 69,97 m     |                                                                                                |

## Riconoscimenti
- Atleta europeo emergente dell'anno (2022)